# Chrysolampus prominens
Chrysolampus prominens är en stekelart som först beskrevs av Ruschka 1924.  Chrysolampus prominens ingår i släktet Chrysolampus och familjen gropglanssteklar. Inga underarter finns listade i Catalogue of Life.